# Klawiatura komputerowa

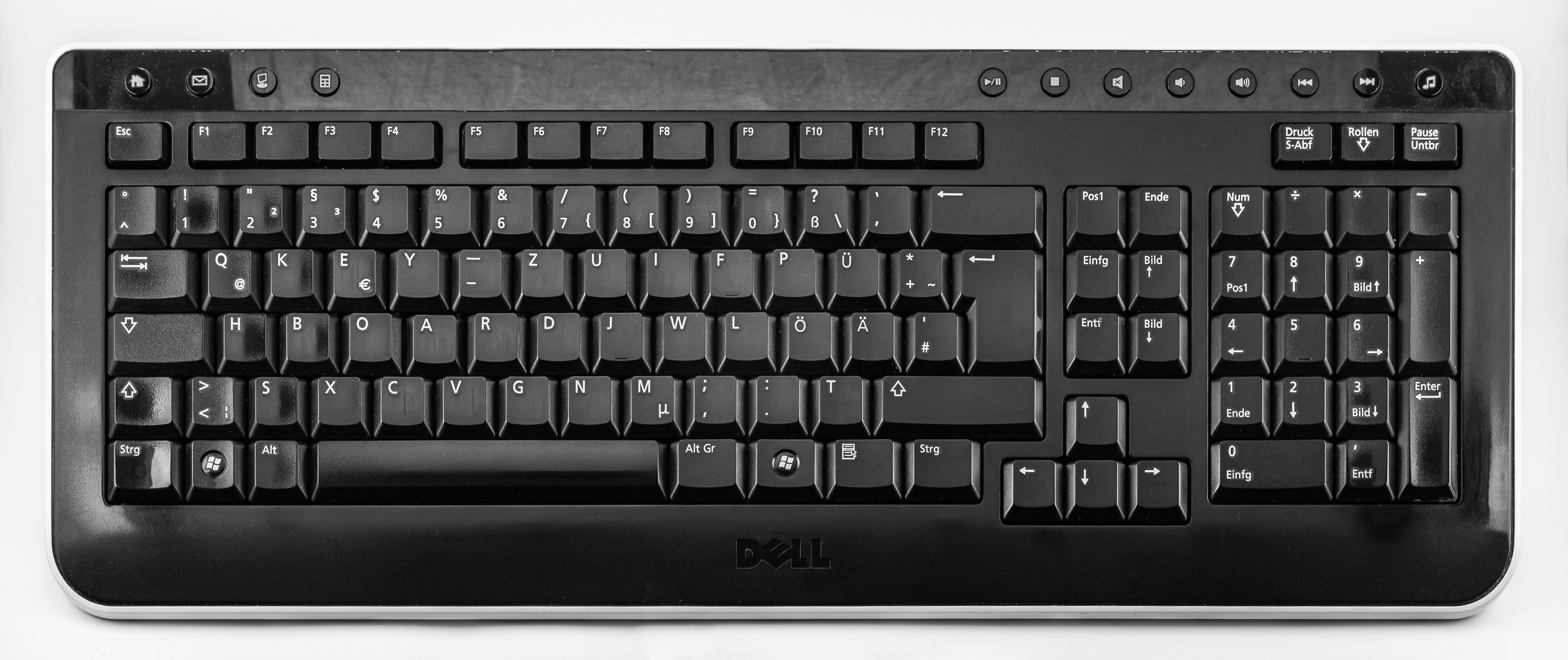
Standardowa klawiatura komputerowa

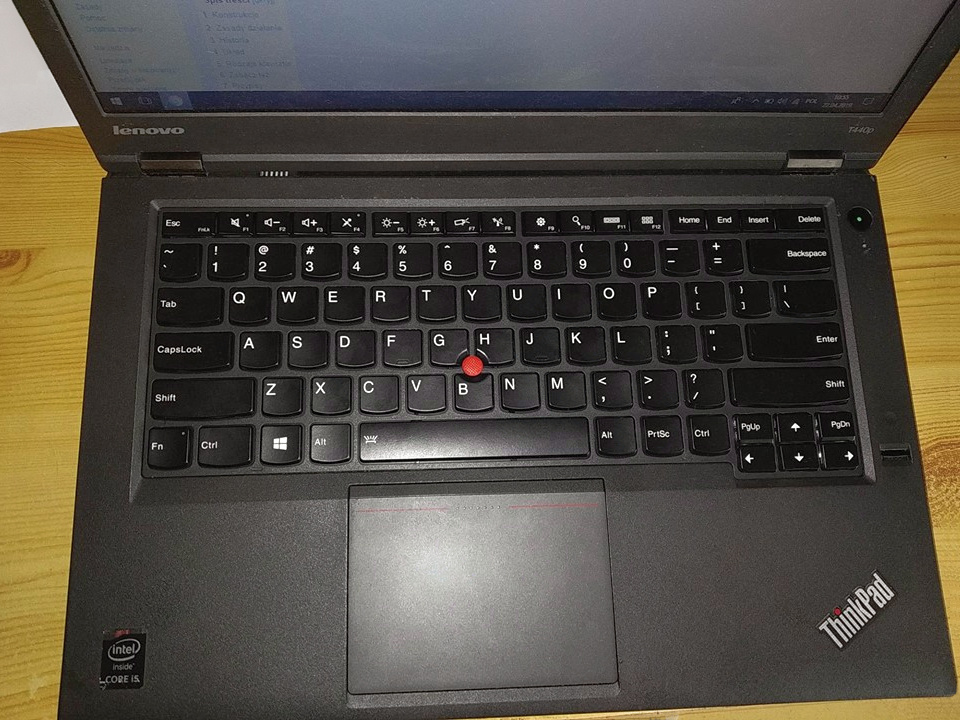
Klawiatura wyspowa w laptopie Lenovo

Klawiatura komputerowa – uporządkowany zestaw klawiszy służący do ręcznego sterowania urządzeniem lub ręcznego wprowadzania danych. W zależności od spełnianej funkcji klawiatura zawiera różnego rodzaju klawisze – alfabetyczne, numeryczne, znaków specjalnych, funkcji specjalnych, o znaczeniu definiowanym przez użytkownika.
Klawiatury występują w najróżniejszych urządzeniach domowych – klawiszowych instrumentach muzycznych, kalkulatorach, telefonach, tokenach; w szczególności jest to jeden z podzespołów wejściowych komputera. Aktualnie używane modele klawiatur komputerowych mają około 100 klawiszy. Coraz częściej w klawiatury komputerowe wbudowuje się dodatkowe elementy sterujące (gładzik, dodatkowe przyciski, pokrętła, suwaki i inne), kontrolne (diody LED) i inne (np. czytnik kart pamięci, porty USB, gniazda do zestawu słuchawkowego) – najczęściej do obsługi multimediów.

## Konstrukcje

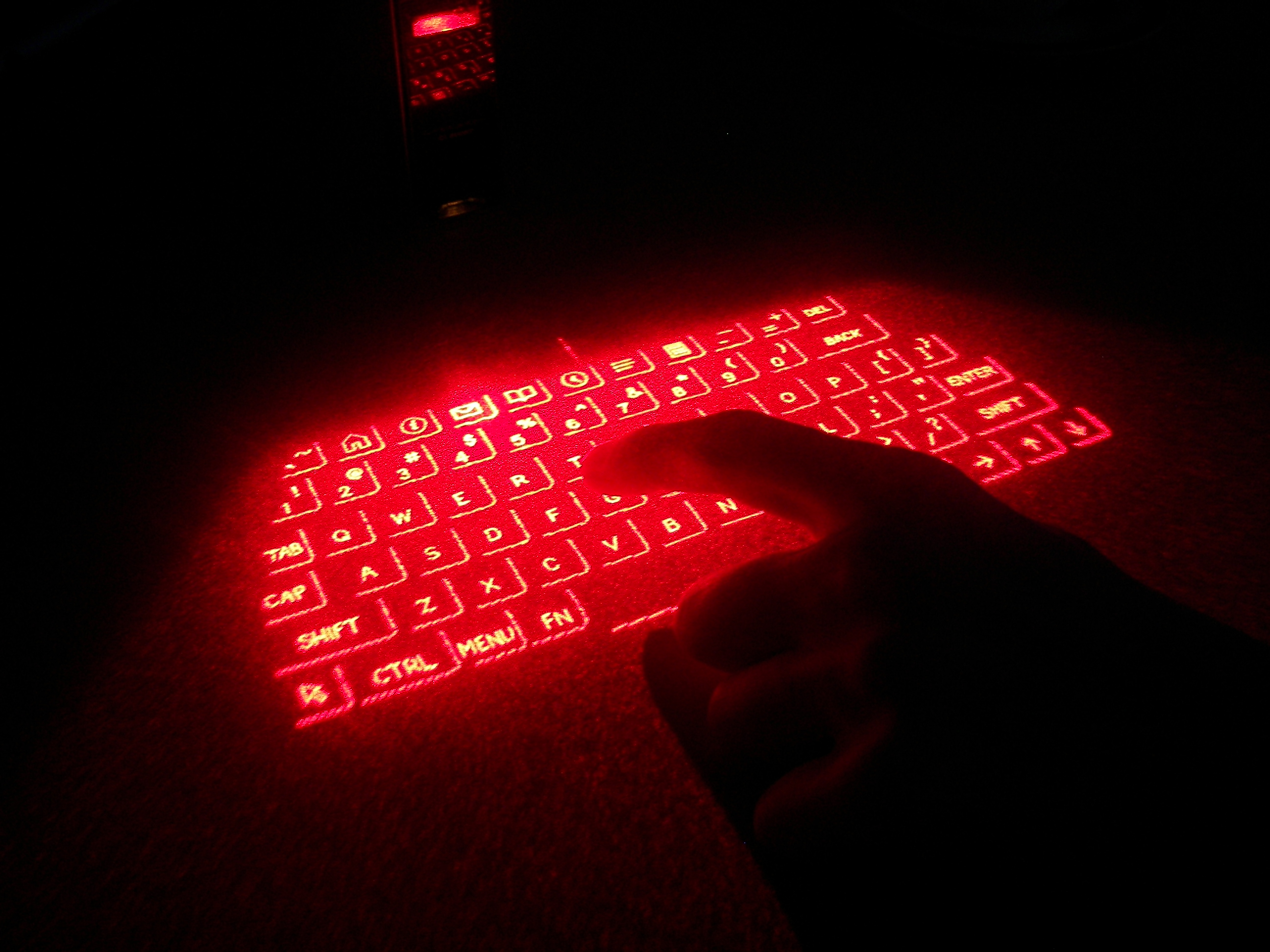
Wirtualna klawiatura podczas pracy

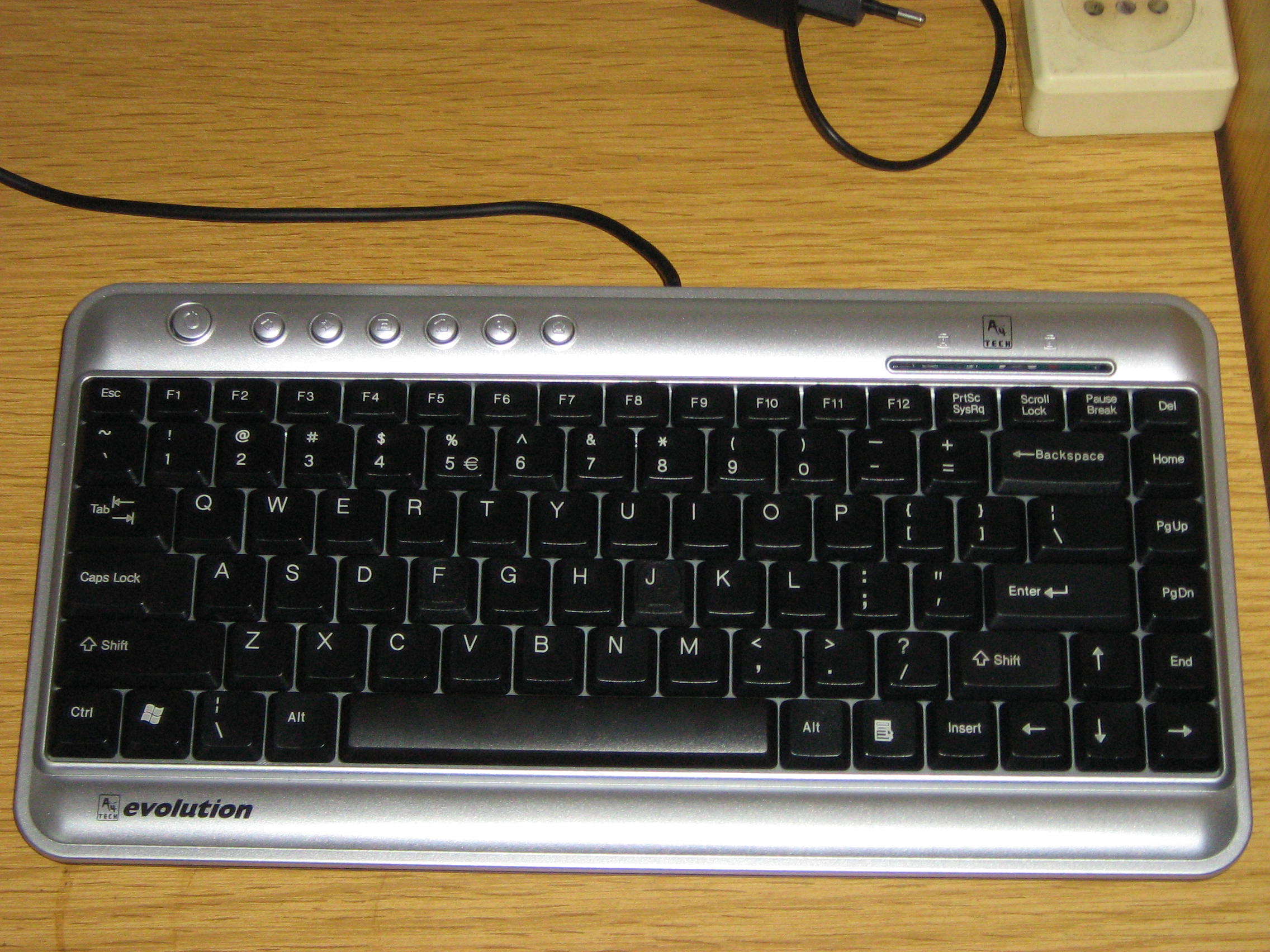
Miniklawiatura do PC

Ze względu na sposób działania klawiszy, klawiatury można podzielić na:
- mechaniczne, historycznie najstarsze – ruch klawisza za pomocą mniej lub bardziej skomplikowanego systemu dźwigni, cięgien itp. układów mechanicznych bezpośrednio wykonuje czynność użyteczną (np. napęd dźwigni w maszynie do pisania, przestawienie tarczy w arytmometrze mechanicznym)
- stykowe – ruch klawisza powoduje bezpośrednio zwarcie (lub, rzadziej, rozwarcie) w układzie elektrycznym/elektronicznym:
  - sprężynowa
  - membranowa – wykonana jest z kilku warstw: warstwa z nadrukiem graficznym wykonana z poliestru lub poliwęglanu, warstwa laminująca, warstwa poliestrowa z nadrukowanym obwodem drukowanym (technika druku – sitodruk, farby przewodzące prąd), membrana oddzielająca, kolejna warstwa z nadrukowanym obwodem drukowanym i kolejna warstwa laminująca. Membrana oddziela obwody drukowane poza momentem, gdy naciskany jest przycisk.
  - z gumą przewodzącą (obecnie najbardziej rozpowszechnione) – wciśnięcie klawisza powoduje dociśnięcie gumy przewodzącej do obwodu drukowanego, powodując znaczne obniżenie rezystancji pomiędzy końcówkami pola stykowego
- bezstykowe:
  - optoelektroniczna – ruch klawisza powoduje wsunięcie lub wysunięcie przesłony do/z transoptora
  - pojemnościowa – obecnie stosowana rzadko – klawisz połączony jest z elementem zmieniającym pojemność współpracującego kondensatora najczęściej poprzez wsunięcie się między okładziny
  - kontaktronowa – naciśnięcie klawisza powoduje przysunięcie magnesu do kontaktronu wymuszając zwarcie styków
- ekranowe:
  - dotykowa – na ekranie wyświetlany jest układ klawiszy, dotknięcie zaznaczonego miejsca jest równoznaczne z wprowadzeniem znaku; konieczne jest posiadanie specjalnego monitora dotykowego
  - klasyczna – na ekranie wyświetlany jest układ klawiszy, kliknięcie myszką w wybranym miejscu jest równoznaczne z wybraniem znaku; wariant zbliżony do poprzedniego, ale nie wymaga specjalnego monitora.

- wirtualne – na dowolnej płaskiej powierzchni (zwykle biurku) wyświetlany jest obraz klawiatury, a odpowiedni układ optyczny analizuje, które obrazy klawiszy zostają dotykane.

Zaletą klawiatur ekranowych, w porównaniu z fizycznymi, jest łatwa możliwość zmiany ich formy i wizualna prezentacja wielu zestawów znaków obejmujących przeróżne alfabety.

## Zasady działania

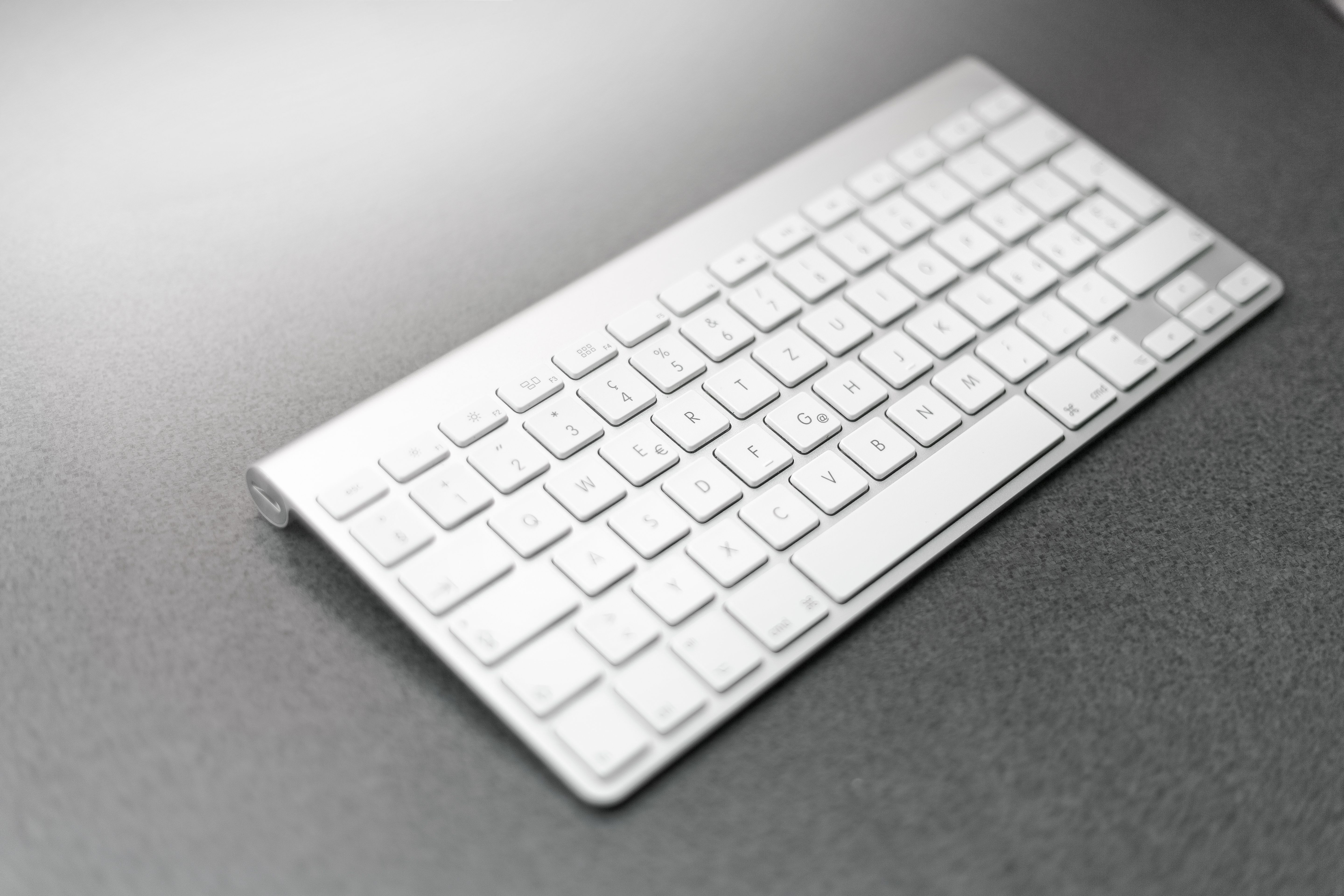
Klawiatura bezprzewodowa Apple

Na klawiaturze komputerowej każde naciśnięcie lub puszczenie klawisza powoduje wysłanie sygnału do komputera. Każdy klawisz ma przypisaną własną parę sygnałów, zwanych „scancode”. Od pewnego czasu na rynku dostępne są klawiatury bezprzewodowe stosujące do komunikacji z komputerem podczerwień lub fale radiowe. W pierwszym przypadku klawiatura musi być umieszczona w niewielkiej odległości od odbiornika sygnału i mieć z nim „kontakt wzrokowy”, natomiast w drugim – odległość ta może być znaczna, nawet ponad 5 m. Najnowszym trendem jest łączenie klawiatur z komputerem za pomocą transmisji w standardzie Bluetooth.
Klawiatury wprowadzające znaki łacińskie występują najczęściej w tzw. układzie QWERTY (od pierwszych liter w lewym, górnym rogu klawiatury), rzadziej QWERTZ (klawiatury niemieckie czy polskie w tzw. układzie maszynistki) czy AZERTY (francuskie). Istnieją również inne układy klawiatur, między innymi klawiatura Dvoraka, której celem jest zwiększenie prędkości pisania.
Rozkład znaków klawiatury komputerowe odziedziczyły po klawiaturach mechanicznych maszyn do pisania. Został on opracowany ze względu na występowanie tam problemu blokujących się dźwigni podczas szybkiego pisania, który próbowano rozwiązać poprzez umieszczenie klawiszy z najczęściej powtarzającymi się sekwencjami liter w taki sposób, by leżały możliwie daleko od siebie. Obecnie głównie produkuje się klawiatury na złącze USB lub bezprzewodowe.
Długotrwała praca na klawiaturze może prowadzić do zespołu RSI.

## Historia
Najczęściej wykorzystywanymi typami klawiatur w historii systemów komputerowych były/są:
- 82-klawiszowa – klawiatura typu PC i XT (istnieją konwertery, także jako projekty Public Domain, pozwalające na podłączenie klawiatur AT jako XT)[1].
- 84-klawiszowa – klawiatura typu AT
- 101-klawiszowa – klawiatura rozszerzona o klawisze numeryczne
- 104-klawiszowa – klawiatura 101 rozszerzona o dodatkowe klawisze dla menu Windows
- multimedialna – klawiatura 104 rozszerzona o dodatkowe klawisze
- multimedialna – klawiatura 145 rozszerzona o dodatkowe klawisze, nowy moduł kodowania i zapamiętywania klawiszy – klawiatura jest w stanie zapamiętać ponad 230 różnych kombinacji

Pierwszy komputer wyposażony w klawiaturę powstał w 1960 roku.

## Układ
Schemat przedstawia typowy układ klawiszy na klawiaturze używanej z najbardziej rozpowszechnionym obecnie typem komputerów, czyli komputerami PC. Aby dowiedzieć się więcej o którymś z klawiszy, należy nacisnąć go na poniższym schemacie.

## Rodzaje klawiatur

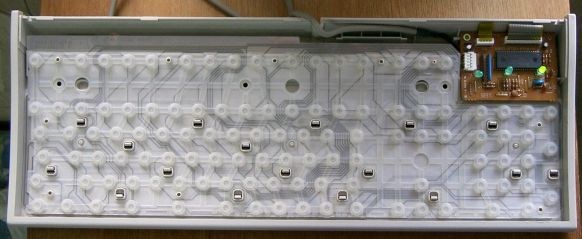
Wnętrze klawiatury komputerowej

- QWERTY / QWERTZ / AZERTY / Klawiatura Dvoraka
- standardowa klawiatura
- klawiatura multimedialna
- alfabet arabski na klawiaturze
- alfabet aramejski na klawiaturze
- alfabet grecki na klawiaturze
- alfabet gruziński na klawiaturze
- alfabet hebrajski na klawiaturze
- alfabet łaciński na klawiaturze
  - belgijska klawiatura
  - brytyjsko-amerykańska klawiatura
  - duńska klawiatura
  - hiszpańska klawiatura
  - niderlandzka klawiatura
  - niemiecka klawiatura
  - polska klawiatura
  - esperancka klawiatura
  - szwedzka klawiatura
  - węgierska klawiatura
  - włoska klawiatura
- alfabet ormiański na klawiaturze
- cyrylica na klawiaturze
  - bułgarska klawiatura
  - rosyjska klawiatura
  - ukraińska klawiatura
- pismo hinduskie na klawiaturze
- pismo chińskie na klawiaturze
- pismo azerbejdżańskie na klawiaturze
- pismo koreańskie na klawiaturze
- pismo japońskie na klawiaturze
- pismo aramejskie na klawiaturze
- pismo Braille'a na klawiaturze